# Diana of Dobson's
Diana of Dobson's è un film muto del 1917. Il nome del regista non viene riportato.

## Produzione
Il film fu prodotto dalla Barker, una compagnia britannica attiva dal 1910 al 1919.

## Distribuzione
Distribuito dall'Ideal, il film uscì nelle sale cinematografiche nel marzo 1917.